# 凌霄
凌霄（学名：Campsis grandiflora），名紫葳（《植物名实图考》）、苕华（《本经》）、堕胎花（云南）、白狗肠（广西）、搜骨风（四川）、藤五加（贵州）、过路蜈蚣（湖南）、接骨丹（湖北）、九龙下海（江西）、五爪龙（江苏）、上树龙（安徽）。为紫葳科的植物。落叶藤本，长达10余米。性喜阳、温暖湿润的环境，稍耐荫。喜欢排水良好土壤，较耐水湿、并有一定的耐盐碱能力。 其品种只有中国凌霄和美国凌霄两种。
种名grandiflora意为“大花的”。

## 形态
落叶木质藤本，茎攀升可达6米。羽状复叶对生；小叶7～9片，叶卵形，边缘有粗锯齿。花橘红色，漏斗状钟形，直径约6厘米，上部裂成5片，花下面的绿色萼有突起的纵棱。果成熟时开裂。7～8月开花，11月果熟。

## 分布
分布于中国的河北、河南、山东、陕西、广东、广西、福建、长江流域以及巴基斯坦、印度、越南、日本、台湾，生长于海拔400米至1,200米的地区，是一种极具观赏性的植物，也常有人工栽培以作药用。

## 药用
凌霄的花（凌霄花）可作中药使用，具有活血化瘀功能。但因為乾燥後的凌霄花與有毒的曼陀羅花外觀近似，有部份中藥房誤認而造成使用者中毒的案例。

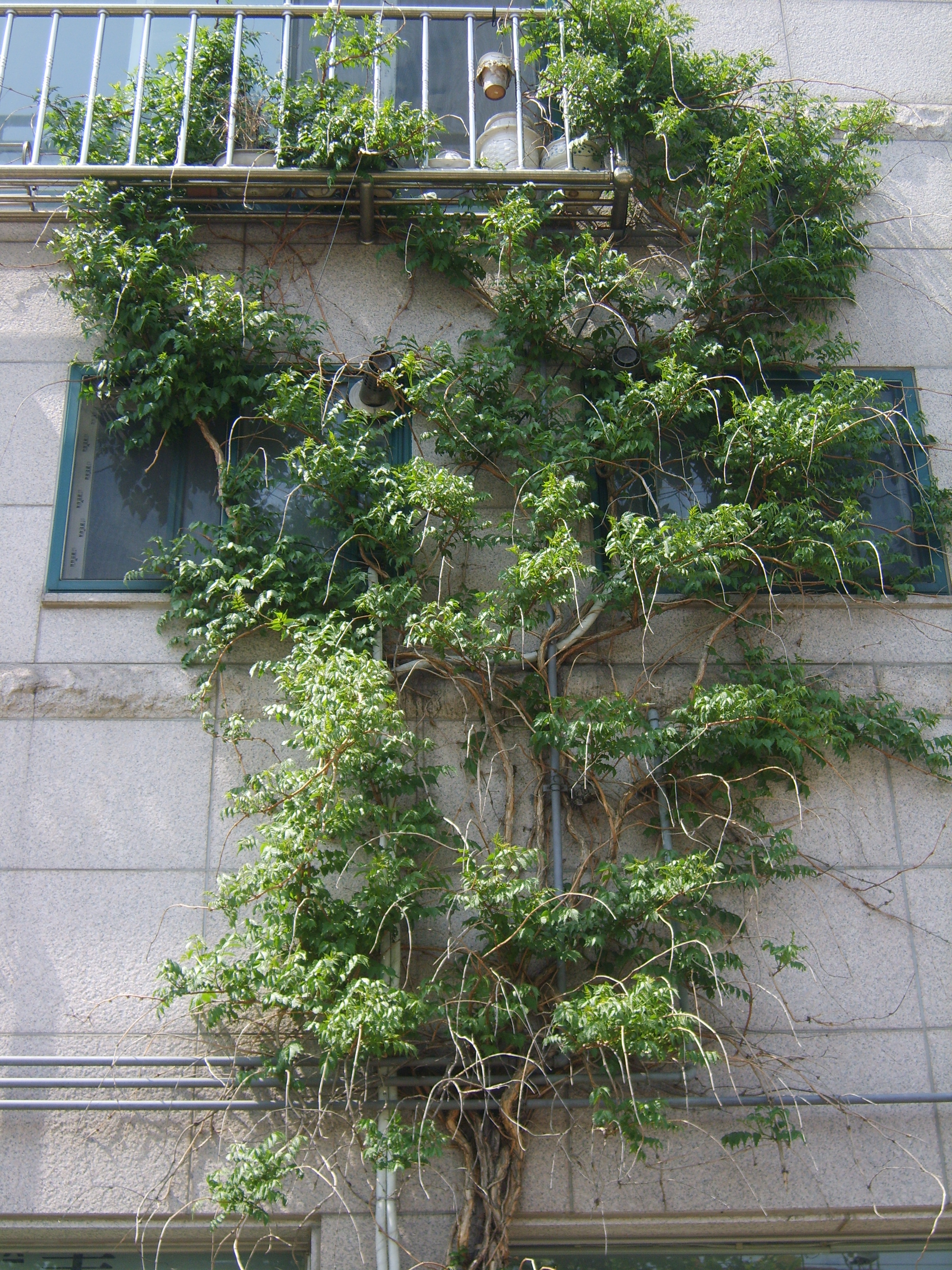
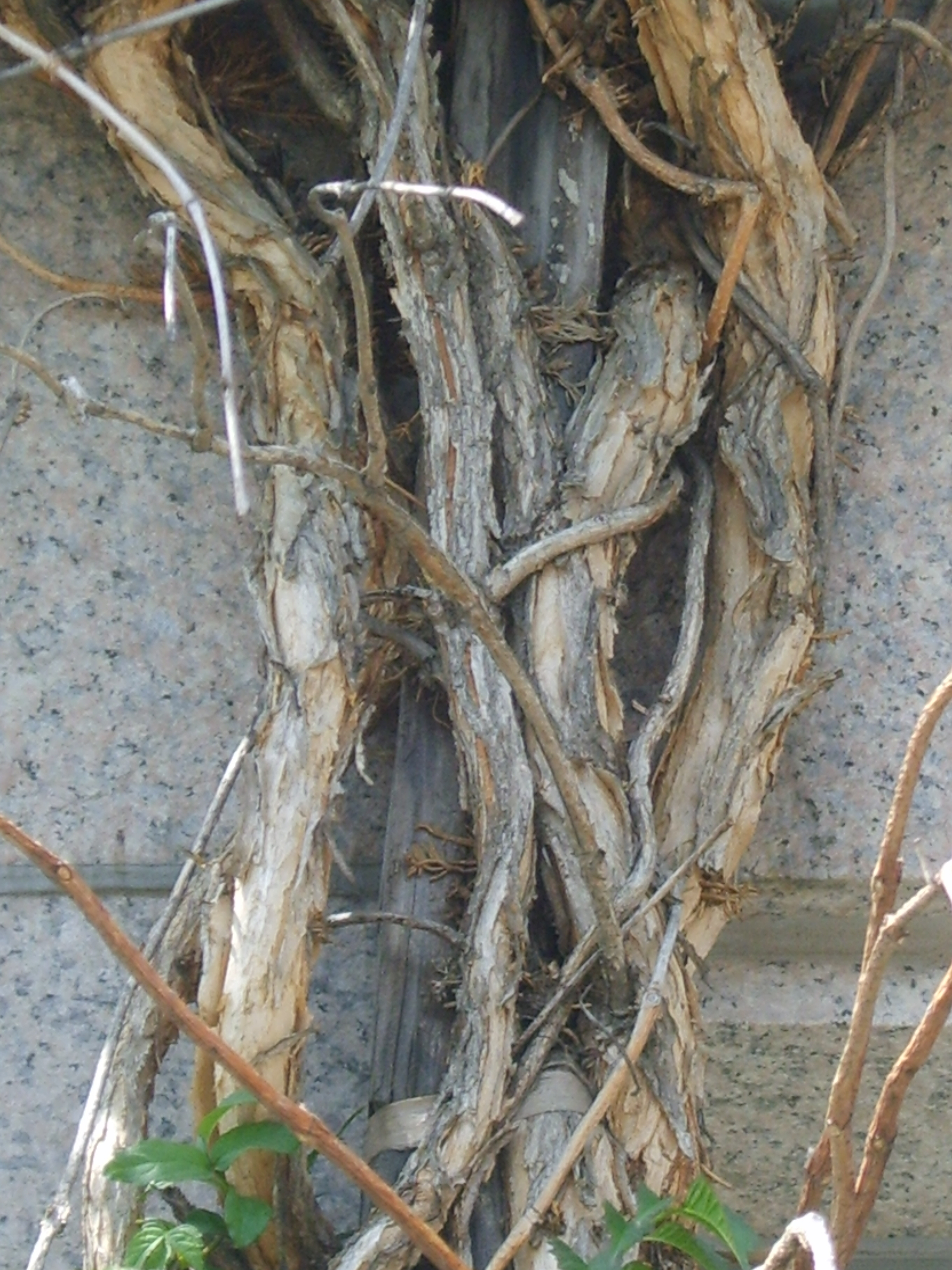
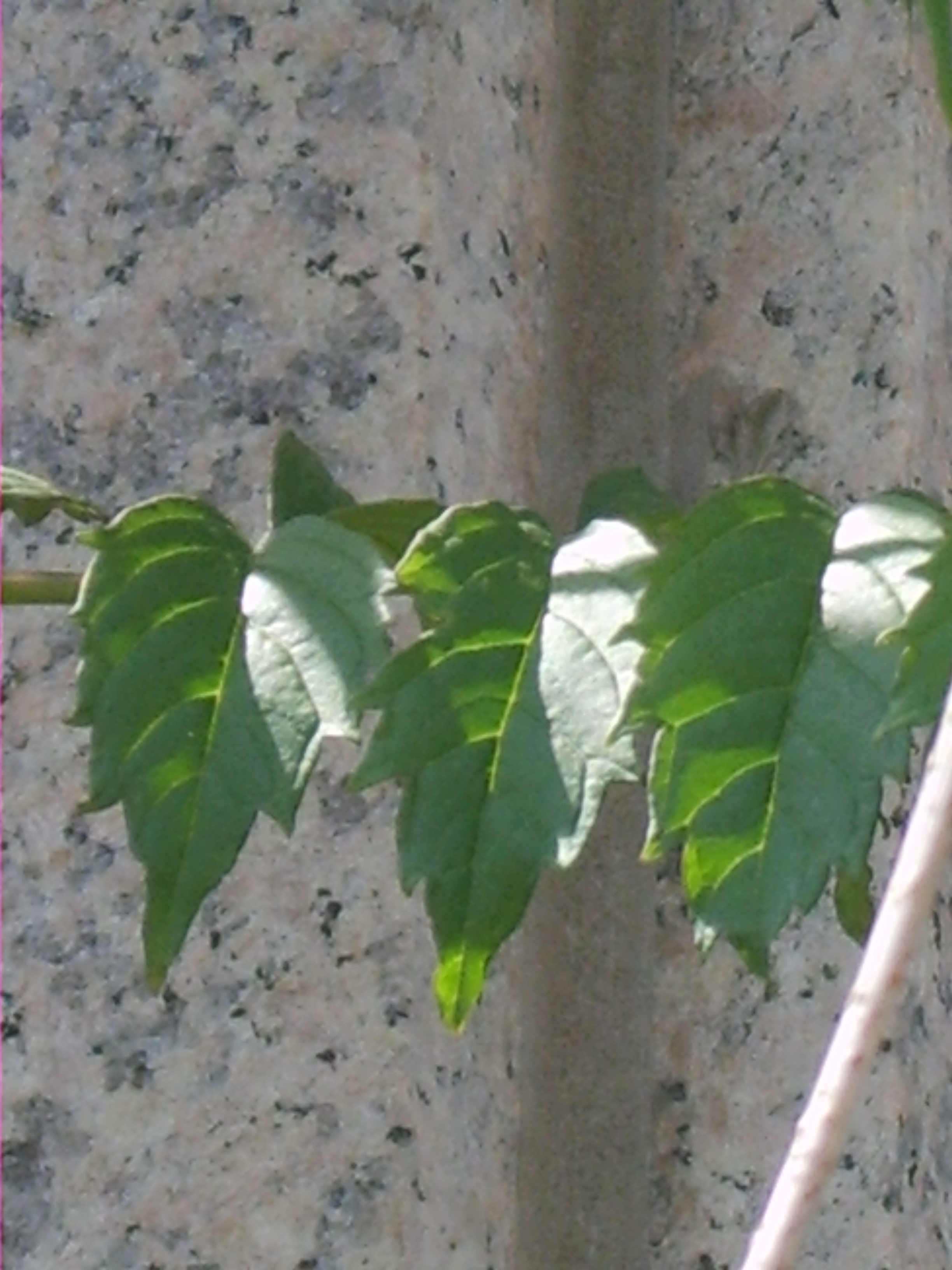
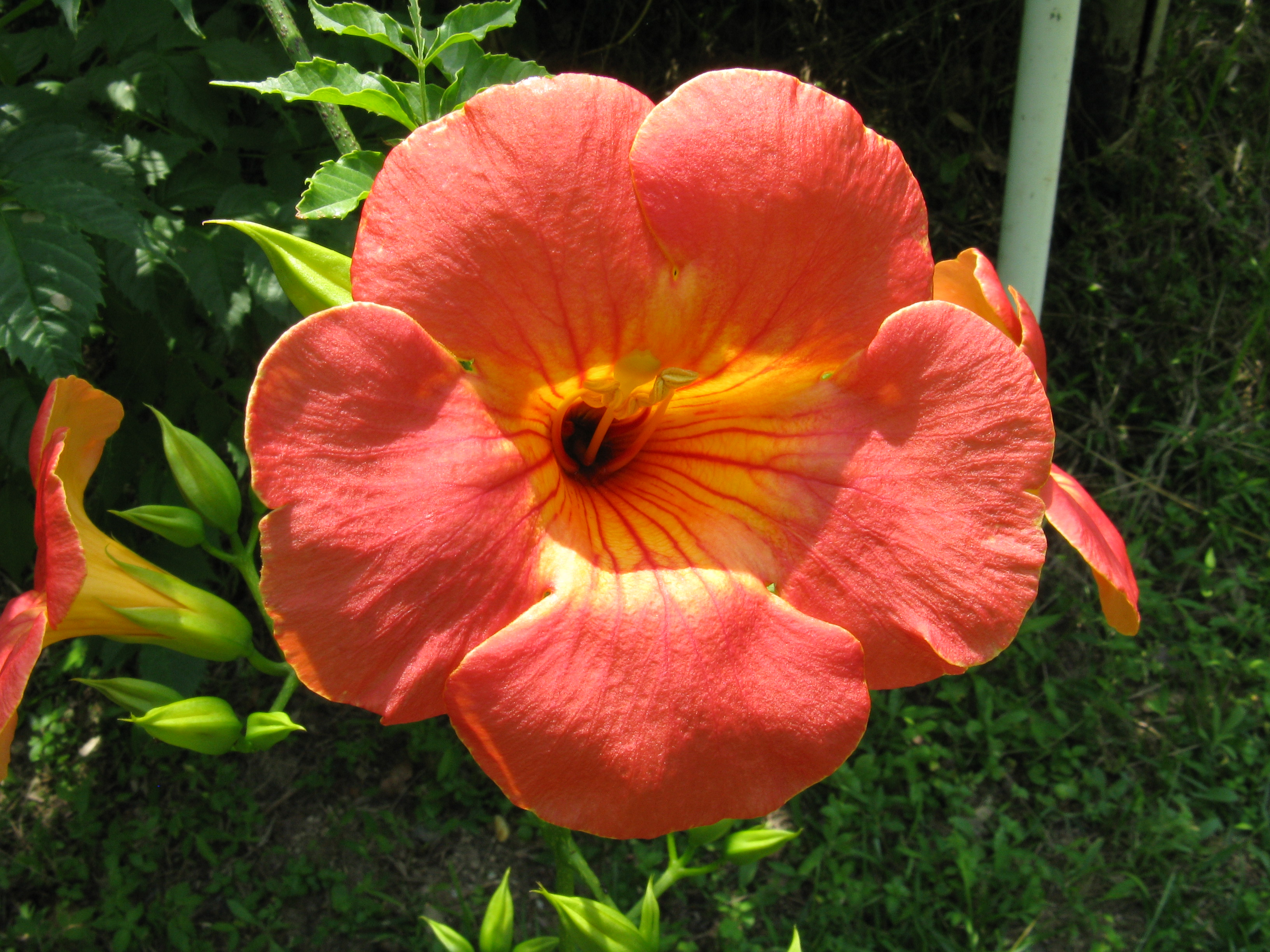